# Selago grandiceps
Selago grandiceps är en flenörtsväxtart som beskrevs av O.M. Hilliard. Selago grandiceps ingår i släktet Selago och familjen flenörtsväxter. Inga underarter finns listade i Catalogue of Life.